# Саня Вейнович
Саня Вейнович е хърватска актриса и продуцент. Известна е с участията си в серийните филми „Забранена љубав“, „Понос Раткајевих“, „Изборът на Лара“, както и филма „100 минута славе“.

## Кариера
Първата си телевизионна изява осъществява, когато е на четиринадесет – в телевизионен филм на Бранко Иванда. Скоро след това участва във филма „Пријеки суд“, чийто автор е същия. В периода от 2007 до 2008 година отново влиза в сътрудничество с него поради снимачния процес на сериала „Понос Раткајевих“.
Макар и отдадена на филмовото изкуство, актрисата първоначално записва философия и никога не е ходила в академия. Занимава се и с продуциране, като сред продуцираните от нея филми са „100 минута славе“ на Далибор Матанич (в който играе и главната роля на глухонямата художничка Слава Рашкай) и „Лумпијева кућа“ на Бруно Гамулин. На телевизионните зрители е добре позната и от „Забранена љубав“, където е главен антагонист. Напуска проекта след сто заснети епизода, което се дължи на спор относно хонорари. В същото време тя е била отговорна за подбора на актьорите; сериалът не се харесва на зрителите именно заради лошата по тяхно мнение актьорска игра.